# Pawłów (Sośnie)
Pawłów (deutsch Pawelau) ist eine Ortschaft mit einem Schulzenamt der Landgemeinde Sośnie im Powiat Ostrowski der Woiwodschaft Großpolen in Polen.

## Geschichte

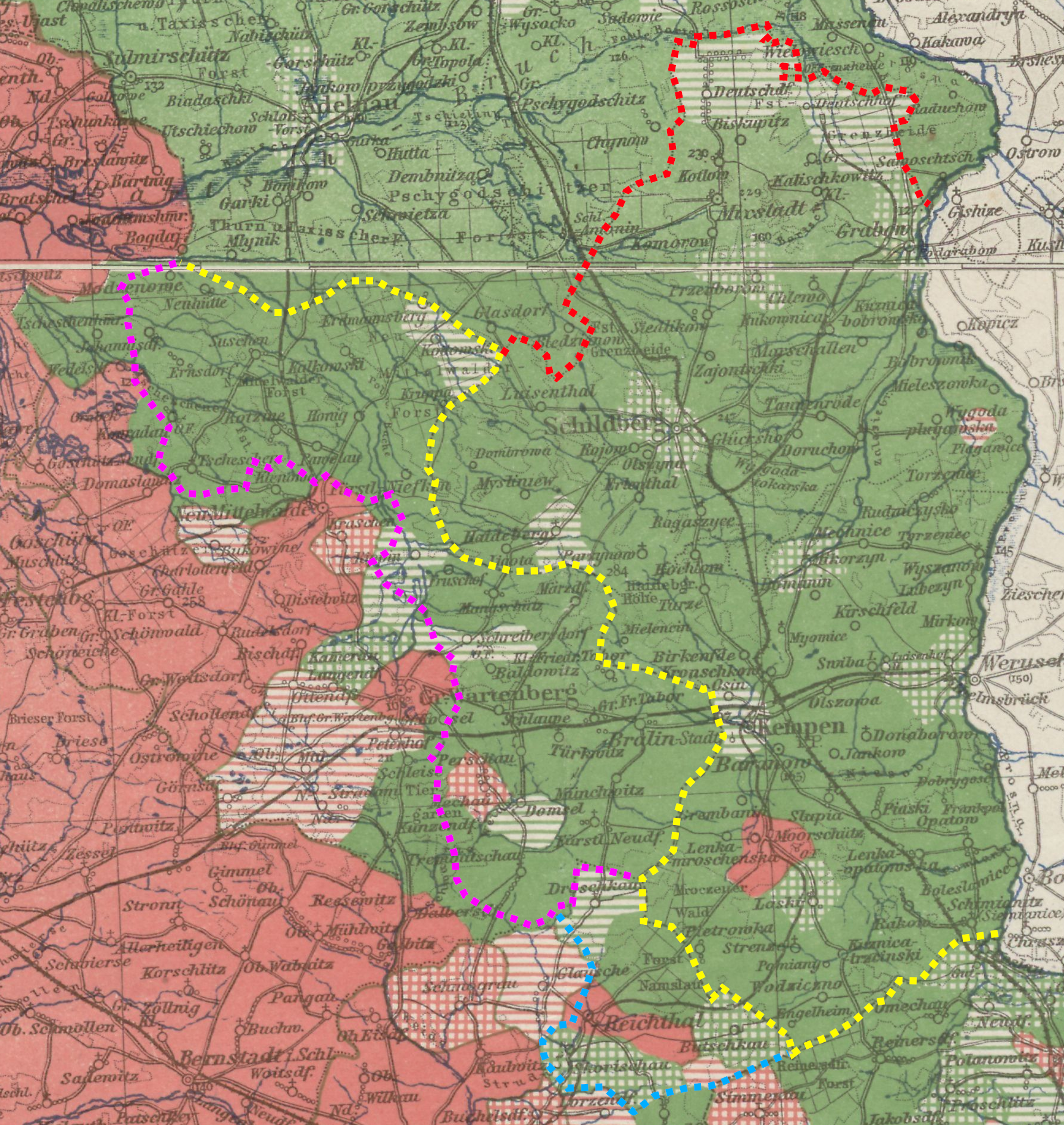
Sprachkarte aus dem Jahr 1910: Gelbe gestrichelte Linie: schlesisch-großpolnische Grenze, rosarote gestrichelte Linie: neue Grenze aus dem Jahr 1920

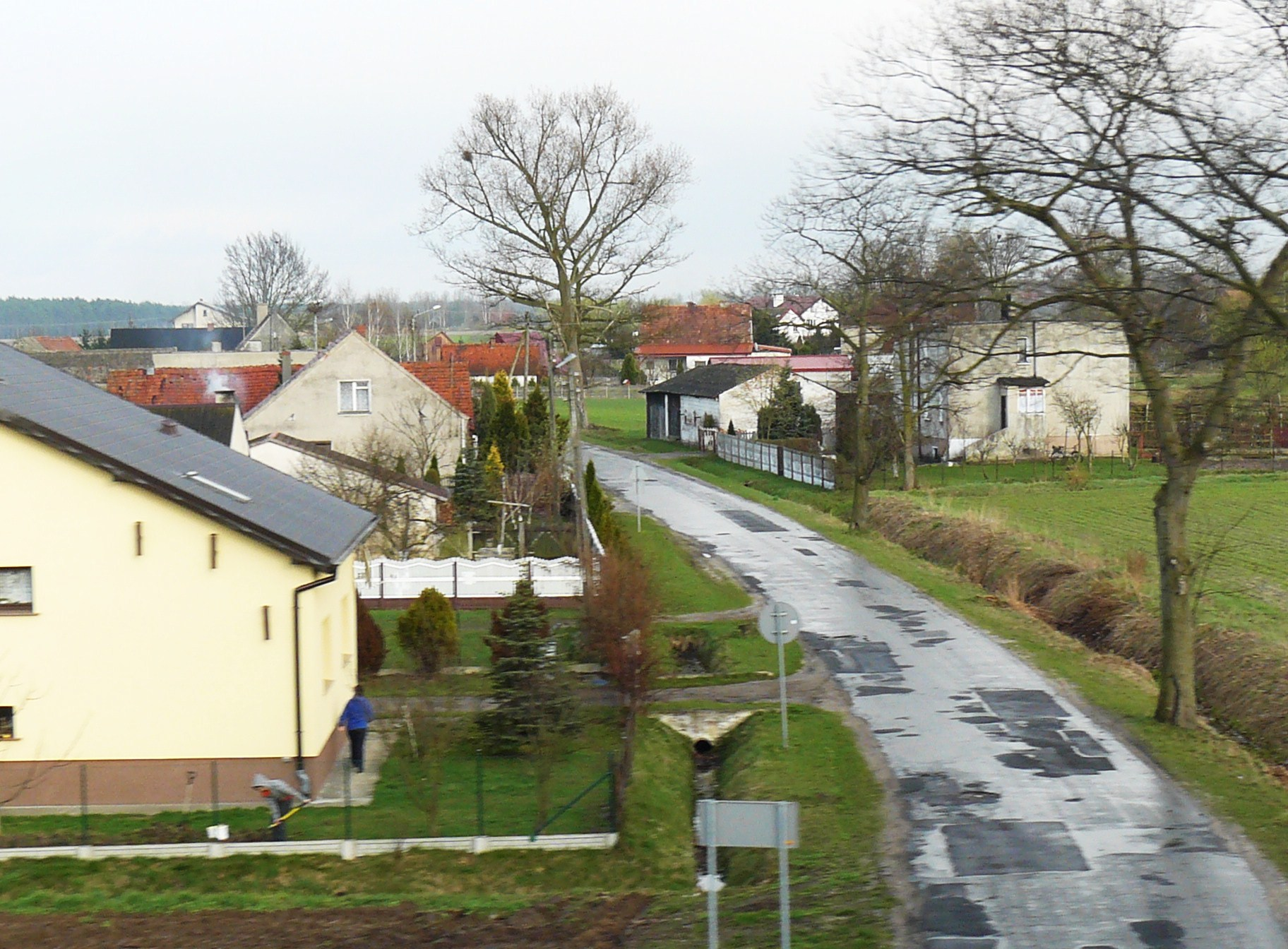
Ortsansicht

Der Ort wurde im Jahr 1354 erstmals urkundlich erwähnt. Der besitzanzeigende (Suffix -ów) Name ist vom Personennamen Paweł abgeleitet.
Pawelau gehörte von 1818 bis 1920 dem schlesischen Landkreis Groß Wartenberg an.
Mit dem überwiegend polnischsprachigen Ostteil des Landkreises wurde Pawłów zum 10. Januar 1920 infolge des Versailler Vertrags vom Deutschen Reich an das wiedergegründete Polen abgetreten. Seitdem ist Pawłów mit der Woiwodschaft Posen bzw. Großpolen verbunden, zunächst im Powiat Odolanowski, ab 1932 im Powiat Ostrowski.
Im Jahr 1921 gab es in der Gemeinde Pawłów im Powiat Odolanów 89 Häuser mit 521 Einwohnern, 480 hielten sich für deutscher und 41 für polnischer Nationalität, 482 waren evangelisch, 38 römisch-katholisch und einer war ein anderer Christ.
Beim Überfall auf Polen 1939 wurde das Gebiet von den Deutschen besetzt und dem Landkreis Ostrowo im Reichsgau Wartheland zugeordnet. Nach dem Krieg verließ die Mehrheit der evangelischen Dorfbevölkerung den Ort.
Von 1975 bis 1998 gehörte Pawłów zur Woiwodschaft Kalisz.